# Wezwanie (liturgia)

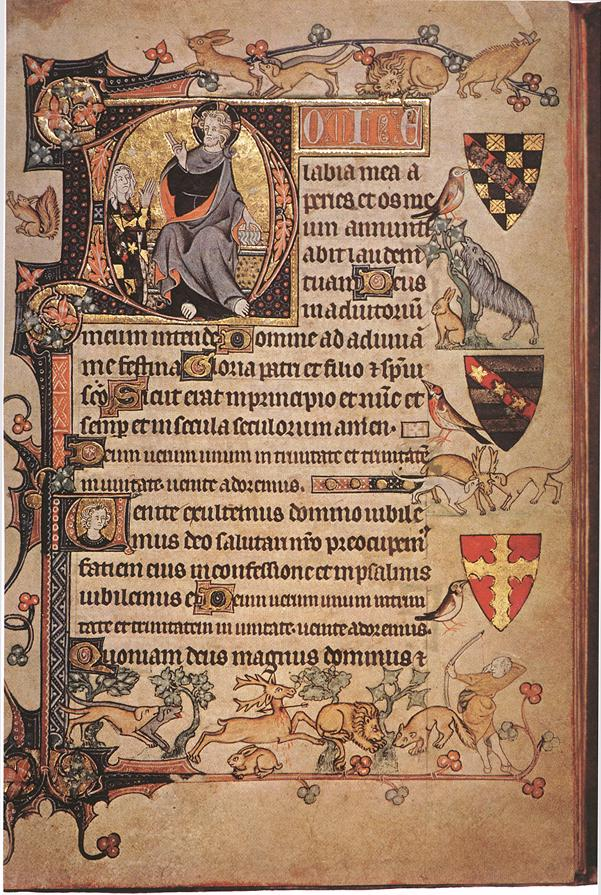
Początek oficjum na Uroczystość Trójcy Świętej (wersety wstępne, antyfona wezwania i początek psalmu 94) w piętnastowiecznym rękopisie angielskim

Wezwanie (łac. Invitatorium) – modlitwa chrześcijańska, śpiewana lub odmawiana w Kościołach tradycji zachodniej (rzymskokatolickim, anglikańskim i ewangelicko-augsburskim czyli luterańskim), rozpoczynająca liturgię godzin w danym dniu.

## Miejsce wezwania w strukturze liturgii godzin
Jest to psalm wzywający wiernych do modlitwy, każdego dnia wykonywany przed pierwszą godziną kanoniczną czyli:
- w tradycyjnym obrządku rzymskim – zawsze przed matutinum;
- w obrządku rzymskim zreformowanym po Soborze Watykańskim II – przed Godziną Czytań lub Jutrznią, w zależności od tego, od której z tych godzin rozpoczyna się odprawianie oficjum w danym dniu[2].

W obrządku tradycyjnym wezwania nie ma w trzy ostatnie dni Wielkiego Tygodnia (Ciemna Jutrznia) oraz w święto Epifanii, co wynika prawdopodobnie z tego, iż wezwanie jest późniejszym dodatkiem do liturgii rzymskiej (z czasów Grzegorza Wielkiego), a w te szczególnie uroczyste dni zachowano pierwotny układ nabożeństwa. W obrządku zreformowanym wezwanie rozpoczyna oficjum we wszystkie dni roku liturgicznego.

## Budowa wezwania
W skład wezwania wchodzą: 
- werset Panie, otwórz wargi moje, a usta moje będą głosić Twoją chwałę;
- wersety Boże, wejrzyj ku wspomożeniu memu... (tylko w formie nadzwyczajnej);
- psalm 95 (lub inny, patrz niżej) przeplatany antyfoną.

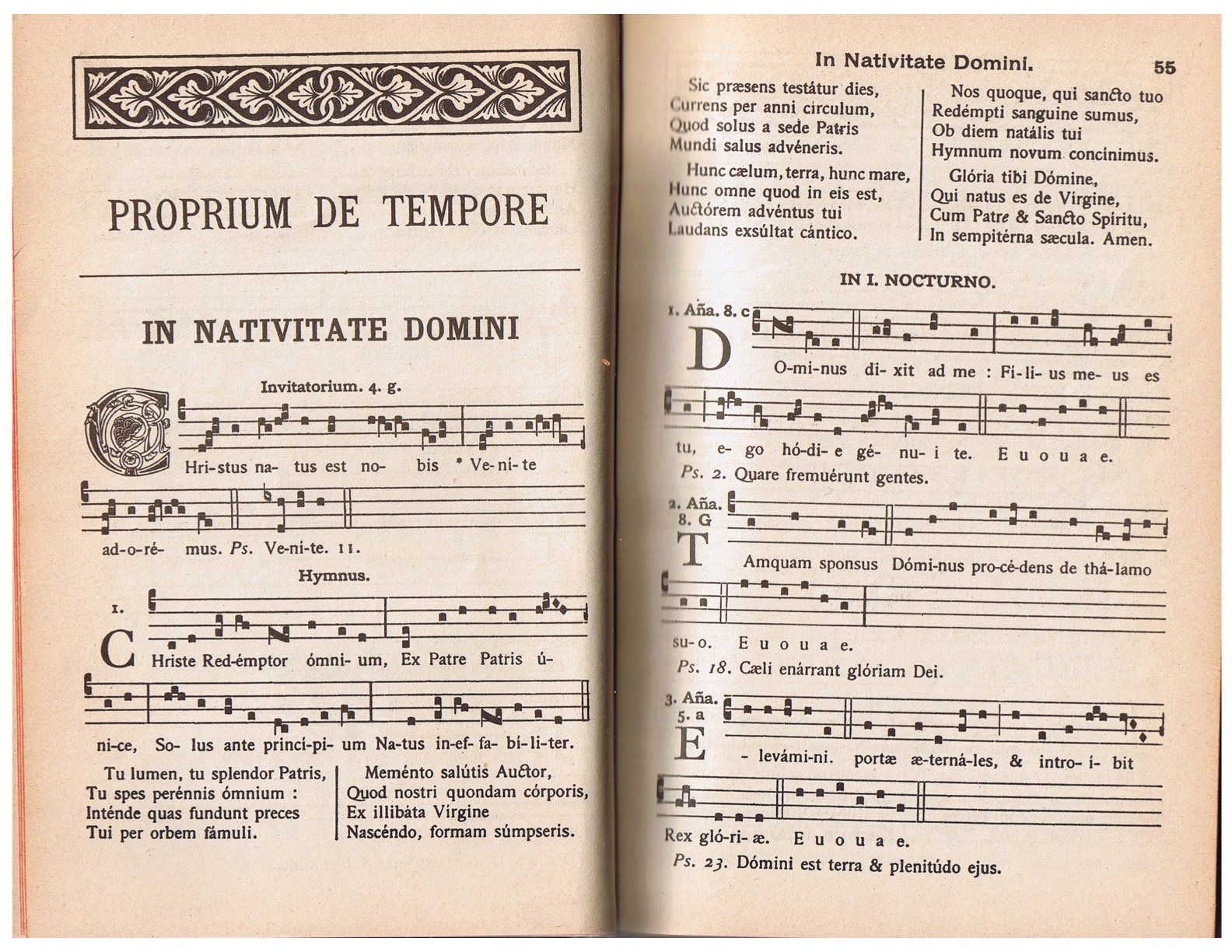
Początek matutinum na Boże Narodzenie w obrządku monastycznym (Liber responsorialis, 1895): widoczna antyfona wezwania (Christus natus est nobis, venite, adoremus), incipit psalmu 94 w odpowiednim tonie, a następnie dalsza część oficjum (hymn i antyfony do psalmów).

W odróżnieniu od pozostałych psalmów oficjum, gdzie połączoną z danym psalmem antyfonę wykonuje się dwa razy (przed i po psalmie), w wezwaniu antyfonę wykonuje się po każdej zwrotce psalmu.
Antyfona najczęściej jest zaczerpnięta z wykorzystanego psalmu lub jest połączona z wydarzeniem dnia lub okresu liturgicznego. Antyfony z psałterza najczęściej kończą się słowami Venite adoremus, a w okresie wielkanocnym Venite adoremus, alleluia.
W tradycyjnej wersji obrządku rzymskiego na końcu psalmu 95 dodaje się doksologię, z wyjątkiem okresu Męki Pańskiej, kiedy się ją opuszcza, i oficjum za zmarłych, gdzie zamiast niej jest werset Requiem aeternam. W nowym obrządku rzymskim doksologia jest zawsze bez wyjątku.

## Wezwanie w śpiewanej i czytanej liturgii godzin
W obrządku rzymskim (obie formy) tradycyjnie w wezwaniu przez cały rok używa się psalmu 95 (w Biblii łacińskiej 94), który śpiewa się na jedną z uroczystych melodii ze specjalnej serii. Ze względu na to, iż melodie te powstały przed powszechnym przyjęciem w liturgii tekstu Wulgaty, w śpiewanej liturgii godzin dla tego jednego psalmu używa się przekładu starołacińskiego (Vetus Latina). 
Jeżeli oficjum nie jest uroczyście śpiewane, należy użyć psalmu 95, odmawianego wtedy według tego samego przekładu, którego używa się dla pozostałych psalmów, czyli Wulgaty, Psalterium Pianum lub Neowulgaty, albo (tylko w nowym obrządku) jednego z trzech poniższych: psalmu 100, psalmu 67 lub psalmu 24.